# Karolina Siódmiak
Karolina Siódmiak, née Tomaszewicz le 14 septembre 1981 à Ryn, est une handballeuse polonaise.

## Biographie
Après avoir évolué pendant cinq saisons au Le Havre AC où elle désignée à deux reprises meilleure joueuse étrangère du championnat de France (2009 et 2010), elle retourne une saison en Pologne puis signe au CJF Fleury-les-Aubrais en 2012, avec lequel elle remporte la Coupe de France 2014, son troisième trophée dans la compétition. À l'été 2014, souhaitant retourner en Pologne, elle quitte Fleury pour Gdańsk, où elle avait déjà évolué de 2002 à 2005 et y termine sa carrière après trois saisons.

## Palmarès

### Club
compétitions nationales
- championne de Pologne en 2012 (avec Vistal Gdynia)
- vainqueur de la coupe de France en 2006 et 2007 (avec Le Havre AC Handball) et 2014 (avec Fleury Loiret)
- vice-championne de France en 2006, 2007, 2008, 2009 et 2010 (avec Le Havre AC Handball) et 2013 (avec Fleury Loiret)
- finaliste de la coupe de France en 2010 (avec Le Havre AC Handball)
- finaliste de la coupe de la Ligue en 2006, 2009 (avec Le Havre AC Handball) et 2014 (avec Fleury Loiret)

### Sélection nationale
championnats du monde
- 4e place du championnat du monde 2013[5]

### Récompenses individuelles
- élue meilleure joueuse étrangère du championnat de France (2) en 2009 et 2010
- élue meilleure demi-centre du championnat de France (3) en 2008, 2009 et 2010